# Sainte-Lunaise
Sainte-Lunaise település Franciaországban, Cher megyében. Lakosainak száma 18 fő (2015). Sainte-Lunaise Arçay, Châteauneuf-sur-Cher, Corquoy, Lapan, Levet és Serruelles községekkel határos.

## Népesség
A település népessége az elmúlt években az alábbi módon változott:
| Lakosok száma | 43   | 31   | 36   | 29   | 23   | 23   | 22   | 19   | 18   | 17   |
|               | 1968 | 1975 | 1982 | 1990 | 1999 | 2006 | 2011 | 2013 | 2015 | 2016 |